# Premier chemin de fer transcontinental

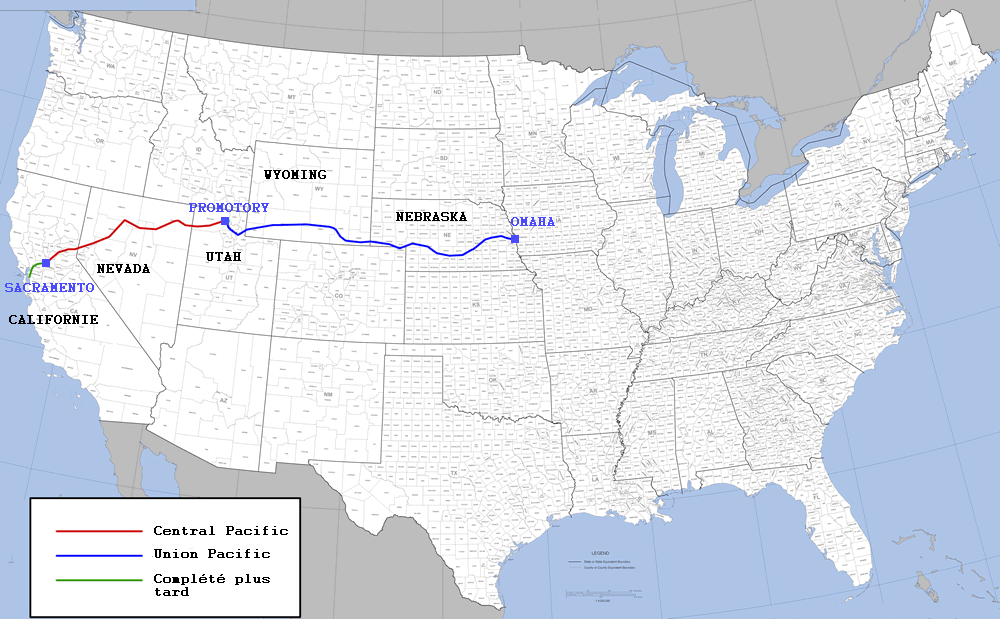
Carte de la construction du « transcontinental ».

Le premier chemin de fer transcontinental est construit aux États-Unis entre Sacramento (Californie) à l’ouest et Omaha (Nebraska) à l’est, de 1863 à 1869, par deux compagnies de chemin de fer — l'Union Pacific et la Central Pacific — qui travaillent chacune à partir d’une extrémité. Sa construction s'est officiellement terminée le 10 mai 1869 par la jonction des deux compagnies à Promontory Summit (Utah). Les trois mille kilomètres de voies ferrées permettent de relier le réseau ferré de la côte atlantique du pays à celui de la côte pacifique. Il révolutionne la situation économique et démographique de la puissance américaine.
Autorisé par le Pacific Railroad Acts de 1862 et fortement soutenu par le gouvernement fédéral des États-Unis, le projet existe depuis plusieurs années lorsque Abraham Lincoln lui donne une impulsion majeure.
La construction de la ligne est une œuvre de longue haleine, qui demande un effort humain considérable pour franchir les montagnes dont les Rocheuses, les canyons et les Grandes Plaines. 

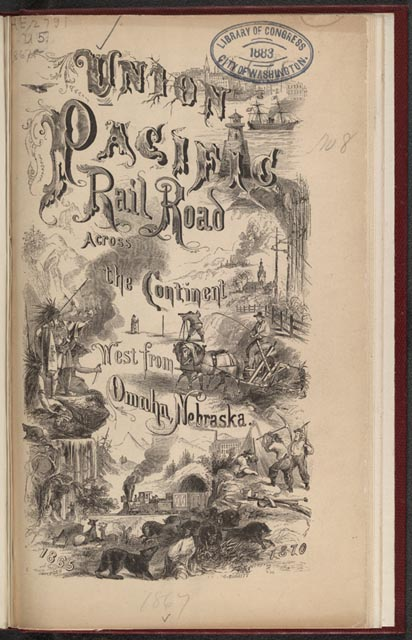
Affiche publicitaire de l’Union Pacific Railroad.

## Les débuts

### Contexte

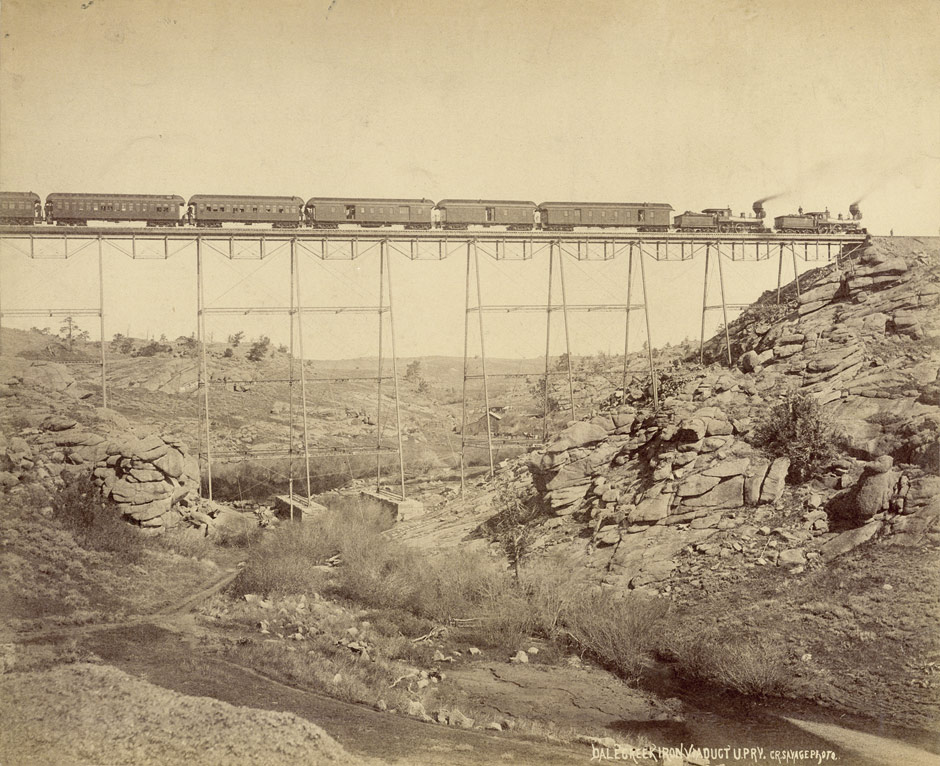
Chemin de fer américain, dans les années 1860.
(Photographe Charles Roscoe Savage)

- Entre 1841 et 1867, trois cent cinquante mille Américains empruntent les pistes pour rejoindre l'Ouest du pays[2]. Ils utilisent alors des chariots bâchés et des milliers meurent en chemin.
- En 1827 est mise en service la Baltimore and Ohio Railroad, première ligne de chemin de fer des États-Unis. Le réseau ferroviaire américain commence donc par la côte atlantique du pays.
- La découverte de l'or provoque une ruée vers l'océan Pacifique des Américains et d'Européens qui utilisent le bateau en contournant le cap Horn. La traversée dure plusieurs mois sachant que le canal de Panama n’existe pas car il ne sera mis en service qu’en 1914.
- En 1850, la Californie devient un État des États-Unis. En 1867, c'est le tour du Nevada et du Nebraska. Entre les deux s'étendent les territoires de l'Utah, du Colorado et du Wyoming, qui ne sont pas encore entrés dans l'Union. Ce sont des contrées non encore colonisées, habitées par les Amérindiens.
- Entre 1861 et 1865, la guerre de Sécession oppose le Nord et le Sud du pays et menace l'avenir de la jeune nation. Le président Abraham Lincoln demande aux meilleurs ingénieurs de mettre au point un projet de ligne ferroviaire traversant le continent nord-américain d'est en ouest.
- La destinée manifeste (définie en 1845 par le journaliste irlandais J. O'Sullivan) pousse à la conquête des territoires de l'Ouest.

### Genèse du projet

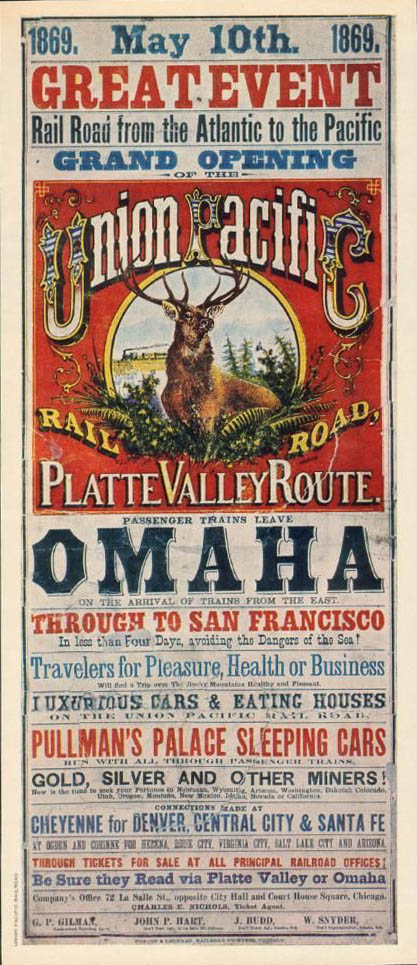
Affiche publicitaire sur le transcontinental, 1869.

Depuis l'expédition Lewis et Clark au début du XIXe siècle, les Américains cherchent à pénétrer l'Ouest du continent. L'idée d'une liaison ferroviaire s'impose à partir des années 1830, mais les moyens techniques et financiers font défaut.
Le marchand Asa Whitney est le premier à enquêter sur la faisabilité d'un transcontinental aux États-Unis. En juin 1845, en compagnie de huit hommes, il recense les ressources disponibles (pierre, bois), évalue le nombre de ponts et de tunnels nécessaires. Il fait la promotion du projet auprès de financiers potentiels et des hommes politiques. Il présente des cartes et des rapports au Congrès. Mais ses efforts sont remis en cause par le début de la guerre américano-mexicaine.
C'est l'ingénieur Theodore Judah qui reprend à son compte le projet. Il travaille pour le compte de la « Sacramento Valley Railroad » et il est convaincu qu'une ligne de chemin de fer doit pouvoir franchir la Sierra Nevada vers l'est. En 1856, il se rend à Washington, D.C. et tente de convaincre les responsables politiques du bien-fondé de son projet. Il est choisi pour présider la Pacific Railroad Convention qui se tient à San Francisco en septembre 1859. Il retourne dans la capitale fédérale peu de temps après ; il obtient un bureau et se trouve entendu par le président James Buchanan. Un projet de loi est proposé par Samuel Curtis en février 1860 : il prévoit les modalités de financement et l'attribution des terrains nécessaires. Mais la décision est reportée lorsque la guerre de Sécession éclate.
De retour en Californie, Judah passe son temps à chercher une route pour traverser la montagne. Il reçoit une lettre d'un mineur, Daniel Strong, qui décrit une voie d'accès possible pour le chemin de fer. Les deux hommes s'associent pour chercher un financement auprès des hommes d'affaires californiens. Un marchand prospère de Sacramento, Collis Huntington, entend sa proposition et décide de se lancer dans l'aventure, en partenariat avec trois autres entrepreneurs de la région.
Au printemps 1862, la loi sur le Pacific Railroad est adoptée par le Congrès. Le président Abraham Lincoln la promulgue le 1er juillet. Elle attribue la construction du chemin de fer à deux compagnies ferroviaires : la Central Pacific pour le tronçon occidental depuis Sacramento et l'Union Pacific pour le tronçon oriental depuis Omaha. Ce dernier doit suivre la vallée de la Platte River, un affluent du Missouri. Elle oblige chaque compagnie à poser 60 km chaque mois. Chaque voie est subventionnée à hauteur de 9,94 dollars par mètre (16 000 dollars par mile) sur terrain plat, 29,83 dollars par mètre (48 000 dollars par mile) dans la montagne.

### Un défi relevé par quatre entrepreneurs californiens
En 1863, Sacramento compte environ 13 000 habitants et l'ouest est dépourvu de tout moyen industriel important. Tout le matériel nécessaire vient de l'est par bateau. Mais les quatre hommes (Mark Hopkins, Collis P. Huntington, Leland Stanford et Charles Crocker) sont décidés à désenclaver leur région. Le chantier débute le 8 janvier 1863 par le premier coup de pelle de Leland Stanford. Charles Crocker (1822-1888) est choisi comme chef des travaux. Il doit construire 60 kilomètres de voie chaque mois pour obtenir un financement fédéral. Mais la tâche est ardue car il faut traverser la chaîne de la Sierra Nevada qui culmine à plus de 4 000 mètres d'altitude. D'autre part, la guerre de Sécession a des conséquences sur l'avancement des travaux. Les bateaux sudistes attaquent les navires qui approvisionnent le chantier.

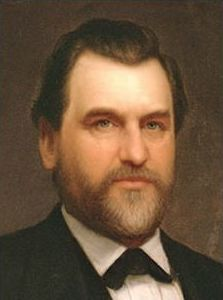
Leland Stanford.

Les quatre entrepreneurs confient à l'ingénieur en chemin de fer Theodore Judah le soin de trouver un passage à travers la montagne. Celui-ci étudie pour cela les relevés topographiques et propose un tracé qui nécessite des ponts, des tonnes de dynamite et une main-d’œuvre nombreuse. Le contremaître James Harvey Strobridge doit diriger les équipes d'ouvriers. Ce dernier, qui a perdu un œil, tient une solide réputation d'autoritarisme.
Dans les premiers temps, les travailleurs embauchés sur le chantier ne rêvent que de chercher de l'or et de faire fortune. La construction du chemin de fer n'est pour eux qu'un moyen d'accumuler un pécule afin d'acheter du matériel pour prospecter. Une fois cet objectif atteint, ils quittent le chantier, si bien que l'entreprise est au bord de la faillite et les 60 premiers kilomètres sont loin d'être atteints. Les registres de l'année 1864 comptabilisent 600 ouvriers sur le chantier, alors qu'il en faudrait 5 000.
La Central Pacific a alors pensé à demander au Département de la Guerre (War Department) 5000 prisonniers de guerre confédérés et d'ancien esclaves noirs. Mais la Guerre de Sécession s'est terminée avant que ce plan ne soit mis en place. La fin de cette guerre voit apparaître des immigrants irlandais et des soldats démobilisés qui se retrouvent sur le marché du travail.
Le printemps 1864 voit l'arrivée à San Francisco de milliers de Chinois qui fuient la famine. Charles Crocker décide de les employer malgré l'opposition de Strobridge. Crocker estime que les Chinois ont toutes les qualités et l'expérience requises pour les travaux. Ces coolies se révèlent être une excellente main-d’œuvre plus efficace et meilleur marché que les Européens ou les Américains. En 1868, ils représentent les deux-tiers de la main-d’œuvre. Ils reçoivent un salaire inférieur à 35 dollars par mois et doivent construire leur propre abri.
À l'été 1865, les 60 kilomètres exigés par Washington sont posés[pas clair] et les capitaux fédéraux affluent pour soutenir la progression du transcontinental.

### L'engagement de l'Union Pacific Railroad
À 3 000 kilomètres de Sacramento, la compagnie de l'Union Pacific décide de prendre part au transcontinental à partir du moment où la guerre de Sécession est terminée. Le projet est en partie soutenu par les frères Ames de Boston qui firent fortune en vendant des canons pendant la guerre de Sécession.
En 1866, des milliers de vétérans suivent le jeune général Grenville M. Dodge qui devient le superviseur de l'aménagement du chemin de fer pour le tronçon oriental. Ce dernier est connu pour sa participation à la bataille d'Atlanta et ses expéditions punitives contre les Sioux, les Cheyennes et les Arapahos. Il est choisi par le principal investisseur du projet Thomas Clark Durant, qui a fait fortune dans le commerce de contrebande de coton pendant la guerre de Sécession. Durant engage aussi un certain Jack Casement comme chef de chantier.
Pour attirer d'autres ouvriers, le congrès multiplie les avantages : des lots de terre sont accordés aux travailleurs. Des immigrés irlandais ainsi que des mormons constituent le reste de la main-d’œuvre.
La ligne part d'Omaha dans le Nebraska. Elle progresse vers l'ouest plus rapidement que dans la Sierra Nevada ; mais l'avancement des travaux se heurte à la violence du Far West. De nombreux ouvriers dépensent leur paye dans les saloons ou avec les prostituées. Beaucoup meurent dans les affrontements qui secouent la Frontière. Grenville Dodge décide de mettre fin à cette anarchie en faisant appel à des méthodes expéditives et au lynchage.

## La construction

### Les difficultés dans la Sierra Nevada

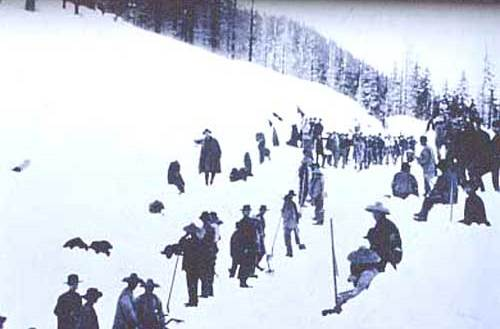
Ouvriers chinois travaillant dans la neige de la Sierra Nevada.

En Californie, les premières années de la construction du chemin de fer sont difficiles. La tête de ligne avance lentement. Pour accélérer la progression dans la montagne, on utilise le nouveau procédé de la nitroglycérine. Face aux nombreuses victimes des explosions, on préfère revenir aux explosifs traditionnels.
Les travaux sont ralentis par les avalanches fréquentes qui emportent tout sur leur passage. Les Chinois qui trouvent la mort sont rapatriés dans leur pays pour y être enterrés. Les ouvriers doivent affronter le blizzard et la neige qui s'accumule la moitié de l'année. Devant cette contrainte, on édifie des galeries de bois pour préserver la voie et permettre aux trains de circuler.
Les trains parviennent à grimper les pentes escarpées de la Sierra Nevada grâce aux bogies, chariots mobiles à deux essieux qui permettent une plus grande mobilité des véhicules ferroviaires. Les ponts à chevalet en bois permettent de franchir les gorges ; certains mesurent une trentaine de mètres de hauteur. On doit aussi creuser des tunnels dans la montagne : les responsables du chantier exigent des Chinois qu'ils travaillent 24 heures sur 24, ce qui provoque une grève. Strobridge soutient les 400 grévistes mais Crocker décide de supprimer leur nourriture pour les forcer à reprendre le travail. Il obtient finalement la reprise du chantier. Le tunnel est percé au Donner Pass (altitude de 2 151 mètres) : désormais, la Sierra Nevada est traversée par le chemin de fer. Les travaux continuent en direction de l'est, afin de rejoindre l'Union Pacific.

### La progression à l'est
Les Amérindiens des Grandes Plaines se sentent menacés par l'arrivée du « cheval de fer » sur leur territoire. Le 27 août 1867, les Cheyennes attaquent les ouvriers du transcontinental. Ils provoquent une embuscade en plaçant des troncs sur les rails et mettent le feu au train. Ils massacrent plusieurs hommes. Dodge décide de mener des représailles contre les Amérindiens. Il est secondé par le général Sherman, connu pour avoir ordonné l'incendie de la ville d'Atlanta pendant la guerre de Sécession. Ce dernier répète sa stratégie de la terre brûlée contre les Indiens et il est à l'origine des grands massacres de bisons dans cette région. Des tireurs d'élite sont engagés et les ouvriers sont désormais armés.
Si le terrain est plat, les contraintes naturelles existent dans les Grandes Plaines : lorsque le front arrive dans le Wyoming, les torrents provoqués par la fonte des neiges emportent tout sur leur passage. Les hommes essaient de parer cette menace en accumulant des sacs de sable.

### Scandale financier

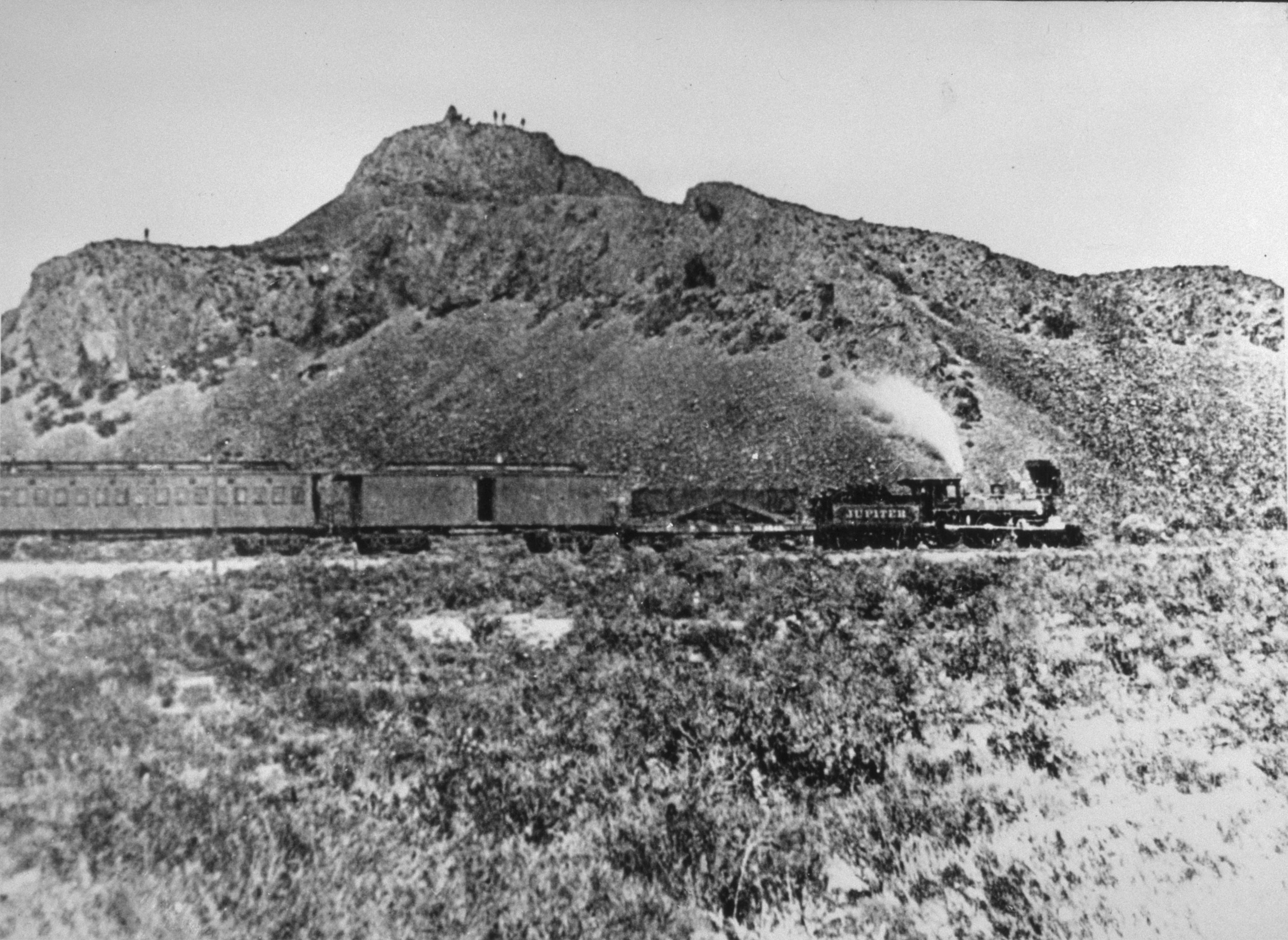

Le journaliste Charles Adams découvre que Thomas Clark Durant a monté une escroquerie d'envergure. Ce dernier détourne de l'argent de la compagnie Union Pacific Railway pour son profit ou pour celui des actionnaires. Dodge menace de démissionner si le docteur Durant n'arrête pas ses malversations.

### La jonction àPromontory Summit
Les deux lignes convergent vers l'Utah. Le Congrès fixe la ligne d'arrivée : cela provoque une émulation entre les hommes. Chaque équipe redouble d'efforts pour arriver la première. Les Chinois de la Central Pacific parviennent à établir un record en construisant 15 kilomètres en une journée. Le 30 avril 1869, c'est l'équipe de l'ouest qui arrive en tête. Le 10 mai 1869, la dernière longueur de rail est symboliquement posée par les ouvriers des deux compagnies.
Leland Stanford posa un clou d'or (le Golden Spike) qui symbolise l'achèvement du premier transcontinental, aujourd'hui conservé au musée de l'université Stanford en Californie. En effet, il a été remplacé par la suite par un clou en fer.

## Conclusion: des États vraiment unis

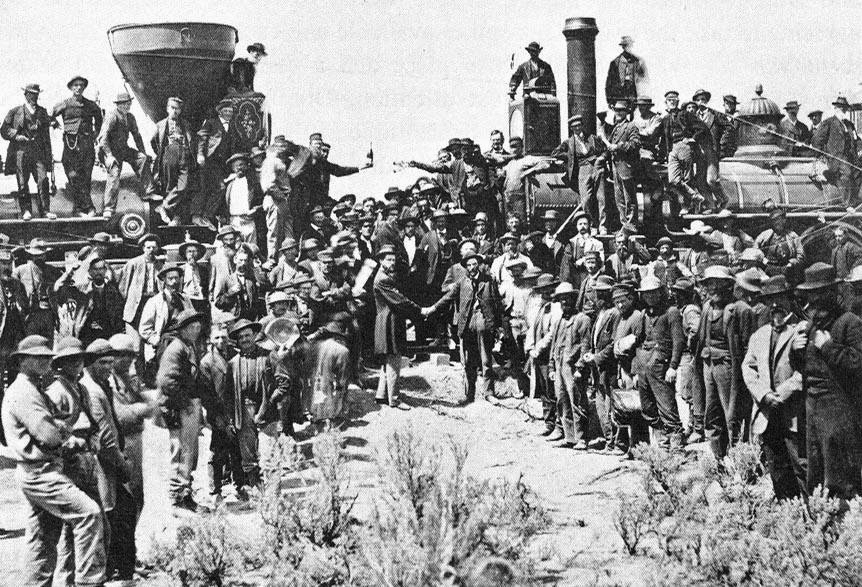
10 mai 1869 : célébration de la jonction du transcontinental à Promontory Summit.

### Portée
Il fallut six années de travaux pour construire le premier transcontinental de l'Histoire. Cet exploit technique nécessita le sacrifice de près de 2 000 hommes sur les 20 000 employés. Alors qu'il fallait six mois pour aller d'une côte à l'autre en chariot, le chemin de fer permettait de faire le voyage en une semaine.
Dans la deuxième moitié du XIXe siècle, la population américaine installée dans les États de l'Ouest passe de 150 000 à quatre millions. L'achèvement du transcontinental accéléra le peuplement de l'Ouest par les colons et contribua au massacre et au déclin de la population indienne. Le décollage économique de la Californie fut favorisé par l'immigration, la découverte de l'or et le transcontinental.

### Aujourd’hui
De nos jours, plusieurs centaines de kilomètres de cette voie ferrée sont encore en service, notamment dans la Sierra Nevada et les canyons. Mais les rails ont été remplacés. Plusieurs points de vue sont accessibles par le California's Truckee Canyon, en particulier sur les abris en bois qui protègent la voie en hiver.
La compagnie ferroviaire Amtrak propose une liaison quotidienne depuis Emeryville dans la baie de San Francisco, jusqu'à Chicago, appelée California Zephyr. Elle emprunte le tracé originel du transcontinental sur une portion allant de Sacramento à Winnemucca dans le Nevada.
Le 8 mai 1999 a été inauguré un monument en mémoire des milliers de Chinois qui ont participé à la construction du transcontinental américain. Il se trouve le long de la highway 174 à Cape Horn en Californie.

## Dans la culture

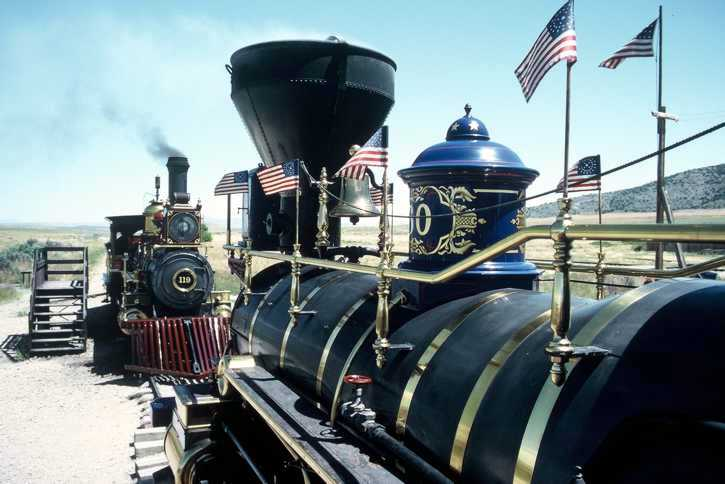
Golden Spike Historic Site.

### Cinéma
- 1924 :  Le Cheval de fer (The Iron Horse) de John Ford avec George O'Brien, Madge Bellamy, Charles Edward Bull (film muet) ;
- 1939 : Pacific Express (Union Pacific) de Cecil B. DeMille, avec Joel McCrea, Barbara Stanwyck, Anthony Quinn ;
- 1968 : Il était une fois dans l'Ouest (C'era una volta il West) de Sergio Leone, avec Charles Bronson, Claudia Cardinale, Henry Fonda, Jason Robards.

### Série télévisée
- 2003 : Le Transcontinental américain, un épisode docufiction de la série Les Sept Merveilles du Monde Industriel de la BBC ;
- 2005 : Into the West, mini-série américaine en six épisodes de 90 minutes, produite par Steven Spielberg ;
- 2011-2016 : Hell on Wheels : L'Enfer de l'Ouest (Hell on Wheels), série télévisée diffusée sur AMC.

### Bande dessinée
- Des rails sur la prairie (1955) : 19e album de Lucky Luke par Morris et Goscinny, reprend cette épopée sur un ton humoristique.
- Les Mangeurs de rouille (2000) : 4e album de Chinaman est centré sur le travail fourni par les Chinois le long de la ligne, de façon plus réaliste et dramatique.
- Plusieurs épisodes de la bande dessinée Blueberry ont pour contexte la progression des deux compagnies de chemin de fer dans la construction de la transcontinentale américaine. Le général Dodge y est un personnage récurrent. Les albums qui constituent un cycle autour de la construction de la transcontinentale sont les suivants :
  - 7 Le Cheval de fer, Dargaud, Bruxelles, 1970 ; scénario : Jean-Michel Charlier - dessin : Jean Giraud
  - 8 L'Homme au poing d'acier, Dargaud, Bruxelles, 1970 ; scénario : Jean-Michel Charlier - dessin : Jean Giraud
  - 9 La Piste des Sioux, Dargaud, Bruxelles, 1971 ; scénario : Jean-Michel Charlier - dessin : Jean Giraud
  - 10 Général “Tête Jaune”, Dargaud, Bruxelles, 1971 ; scénario : Jean-Michel Charlier - dessin : Jean Giraud

### Jouets
- En 2015, un modèle Lego représentant la cérémonie Golden Spike, l'événement qui a symboliquement marqué l'achèvement de la première voie ferrée transcontinentale, a été proposé sur le site Idées Lego[9],[10].

#### Ouvrages en français
- Claude Fohlen, La vie quotidienne au Far-West (1860-1890),
- Philippe Jacquin, Vers l'Ouest, un nouveau monde,
- Jacques Binoche, Histoire des États-Unis, Paris, Ellipses, 2003
- Clive Lamming, Larousse des trains et des chemins de fer [détail de l’édition]

#### Ouvrages en anglais
- Robert West Howard, The Great Iron Trail. The Story of the First Transcontinental Railroad, New York, Bonanza Books, 1962.
- George Kraus, High Road to Promontory. Building the Central Pacific (now the Southern Pacific) across the High Sierra, Palo Alto, American West Publishing Company, 1969.
- Bruce C. Cooper, Riding The Transcontinental Rails: Overland Travel On The Pacific Railroad, 1865-1881, Polyglot Pr Inc,  (ISBN 1411599934)
- Gillian Houghton, The Transcontinental Railroad: A Primary Source History of America's First Coast-To-Coast Railroad, Rosen Central, 2003,  (ISBN 0823936848)